# ㅹ
ㅹは、ハングルを構成する子音字母のひとつ。現在は使用されない古いハングル字母であり、ㅃの下にㅇを加えることで作られている。呼称はギョンサンビウプ（경쌍비읍、軽サンビウプ）、スンギョンウムサンビウプ（순경음 쌍비읍、唇軽音のサンビウプ）もしくはガビョウンサンビウプ（가벼운쌍비읍、軽いサンビウプ）である。唇軽音と呼ばれる音を表す字母の一つであり、他にㆄ ㅸ ㅱがあるが、朝鮮語固有の音韻表記に用いられたのはㅸのみである。世祖（15世紀中葉）以降には唇軽音の字母を用いた漢字音表記や中国語音表記が廃れるとともに、この字母も使われなくなった。

## 文字コード
| 名称                               | 種類   | コード | HTML実体参照コード | 表示 |
| HANGUL LETTER GABYEOUNSSANGBIEUP   | 単体字 | U+3179 | &#12665;           | ㅹ   |
| HANGUL CHOSEONG GABYEOUNSSANGBIEUP | 初声用 | U+112C | &#4396;            | ᄬ   |